# Coelurosauravus
Về nhóm khủng long theropoda, xem Coelurosauria.
Coelurosauravus là một chi bò sát diapsida cơ bản với một cấu trúc giống cánh được chuyên biệt hóa. Chiều dài trung bình của các mẫu vật là 40 xentimét (16 in), cơ thể dài và dẹp, thích hợp cho việc lượn. Hộp sọ các bề ngoài giống của thằn lằn với mõm nhọn.